# Croodék – A fény kora
A Croodék – A fény kora, vagy Croodék hajnala (eredeti cím: Dawn of the Croods) 2015-től 2017-ig futott amerikai televíziós 2D-s számítógépes animációs vígjátéksorozat, amely a Croodék című 2013-as 3D-s számítógépes animációs film alapján készült. A rendezői Alex Almaguer, Brian Hatfield és Crystal Chesney, producere Brendan Hay, a zeneszerzői Gabriel Mann és Rebecca Kneubuhl. A tévéfilmsorozat a DreamWorks Animation TV gyártásában készült, a Netflix és az NBCUniversal Television Distribution forgalmazásában jelent meg. 
Négy évadot élt meg 52 epizóddal. 2015. december 24-én mutatták be a Netflixen, Magyarországon a Minimax kezdte adni 2018. január 1-jén.

## Szereplők
| Szereplő | Eredeti hang       | Magyar hang           |
| -------- | ------------------ | --------------------- |
| Grug     | Dan Milano         | Schnell Ádám          |
| Bud      | Dan Milano         | Kapácsy Miklós        |
| Womp     | Dan Milano         | Baráth István         |
| Weez     | Dan Milano         | Kajtár Róbert         |
| Ugga     | Cree Summer        | Kerekes Viktória      |
| Pat      | Cree Summer        | Laudon Andrea         |
| Meema    | Cree Summer        | Halász Aranka         |
| Marm     | Cree Summer        | Csonka Anikó          |
| Eep      | Stephanie Lemelin  | Bata Éva              |
| Mal      | Stephanie Lemelin  | Kis-Kovács Luca       |
| Thunk    | A.J. Locascio      | Elek Ferenc           |
| Gorp     | A.J. Locascio      | Csuha Lajos           |
| Sandy    | Grey DeLisle       | Molnár Ilona          |
| Lerk     | Grey DeLisle       | Tamási Nikolett       |
| Teena    | Grey DeLisle       | Kisfalvi Krisztina    |
| Rad      | Grey DeLisle       | Solecki Janka         |
| Nyany    | Laraine Newman     | Pásztor Erzsi         |
| Blurg    | Laraine Newman     | Czető Zsanett         |
| Pram     | Laraine Newman     | Grúber Zita           |
| Sulk     | Dominic Catrambone | Markovics Tamás       |
| Kevin    | Dominic Catrambone | Molnár Levente        |
| Bulk     | Dee Bradley Baker  | Berkes Bence          |
| Munk     | Thomas Lennon      | Gubányi György István |
| Crud     | Thomas Lennon      | Rosta Sándor          |
| Snoot    | Chris Parnell      | Szentirmai Zsolt      |
| Meep     | Ana Gasteyer       | Nádasi Veronika       |

## Epizódok
| Évad | Évad | Epizódok | Epizódok | Eredeti sugárzás    | Eredeti sugárzás    | Magyar sugárzás  | Magyar sugárzás   |
| Évad | Évad | Epizódok | Epizódok | Évadpremier         | Évadfinálé          | Évadpremier      | Évadfinálé        |
| ---- | ---- | -------- | -------- | ------------------- | ------------------- | ---------------- | ----------------- |
|      | 1    | 13       | 13       | 2015. december 24.  | 2015. december 24.  | 2018. január 1.  | 2018. január 13.  |
|      | 2    | 13       | 13       | 2016. augusztus 26. | 2016. augusztus 26. | 2018. január 14. | 2018. január 26.  |
|      | 3    | 13       | 13       | 2017. április 7.    | 2017. április 7.    | 2018. május 5.   | 2018. június 16.  |
|      | 4    | 13       | 13       | 2017. február 5.    | 2017. február 5.    | 2018. június 17. | 2019. február 13. |